# Reque Newsome
Reque Jereil Newsome Linder (St. Petersburg, 8 ottobre 1981) è un cestista statunitense naturalizzato uruguaiano.

## Carriera
Con l'Uruguay ha disputato quattro edizioni dei Campionati americani (2009, 2011, 2013, 2015).